# 烏吉吉
烏吉吉是坦桑尼亞西部最古老的小鎮，位於基戈馬以南10公里、桑給巴爾以西，座標4°55′S 29°39′E / 4.917°S 29.650°E。
烏吉吉是古時阿拉伯人的奴隸及象牙買賣中心，1978年人口約50,000，居民主要信奉伊斯蘭教。

## 外部連結
- Photos （页面存档备份，存于）

4°54′S 29°41′E / 4.900°S 29.683°E